# Eucereon lutescens
Eucereon lutescens är en fjärilsart som beskrevs av Max Wilhelm Karl Draudt 1915. Eucereon lutescens ingår i släktet Eucereon och familjen björnspinnare. Inga underarter finns listade i Catalogue of Life.